# Distretto municipale di Yendi
Il distretto municipale di Yendi (ufficialmente Yendi Municipal District, in inglese) è un distretto della regione Settentrionale del Ghana.